# Cinderella of the Hills
Cinderella of the Hills è un film muto del 1921 diretto da Howard M. Mitchell. La sceneggiatura di Dorothy Yost si basa su Little Fiddler of the Ozarks, romanzo di John Breckenridge Ellis pubblicato a Chicago nel 1913.

## Trama
Norris Gradley rimane con il padre Giles che, dopo avere divorziato dalla moglie, ha sposato un'altra donna. La nuova signora Gradley non ama la figliastra, giungendo a maltrattarla e Norris, per guadagnare qualche soldo, si traveste da ragazzo suonando il violino alle feste da ballo. Claude Wolcott, un impiegato di Giles, che lavora ai suoi pozzi petroliferi, si innamora di lei. Il giovane riesce a evitare che Giles commetta un omicidio quando l'uomo scopre che la moglie sta riallacciando una relazione con Rodney Bates, un suo ex spasimante. La signora Bradley, mentre fugge da casa, finisce per precipitare in un abisso, sfracellandosi. Norris, che sposerà Claude, riesce a riconciliare i genitori che tornano a vivere insieme.

## Produzione
Il film, prodotto dalla Fox Film Corporation, venne girato a Hollywood negli studios della Fox nel settembre 1921.

## Distribuzione
Il copyright del film, richiesto dalla Fox Film Corp., fu registrato il 23 ottobre 1921 con il numero LP17203. Nello stesso giorno, uscì anche nelle sale statunitensi, distribuito dalla Fox Film Corporation e presentato da William Fox.
Non si conoscono copie ancora esistenti della pellicola che viene considerata presumibilmente perduta.